# Olympische Sommerspiele 1956/Teilnehmer (Dänemark)
| Gelbes Symbol für Goldmedaillen mit stilisierten Olympischen Ringen | Graues Symbol für Silbermedaillen mit stilisierten Olympischen Ringen | Braundes Symbol für Bronzemedaillen mit stilisierten Olympischen Ringen |
| ------------------------------------------------------------------- | --------------------------------------------------------------------- | ----------------------------------------------------------------------- |
| 1                                                                   | 2                                                                     | 1                                                                       |

Dänemark nahm an den Olympischen Sommerspielen 1956 im australischen Melbourne sowie den Reiterspielen in der schwedischen Hauptstadt Stockholm mit einer Delegation von 37 Sportlern, 31 Männer und sechs Frauen, an 29 Wettkämpfen in elf Sportarten teil.
Seit 1896 war es die dreizehnte Teilnahme Dänemarks an Olympischen Sommerspielen.
Jüngster Athlet war mit 20 Jahren und 34 Tagen der Radrennfahrer Palle Lykke, älteste Athletin die Reiterin Inger Lemvigh-Müller (53 Jahre und 231 Tage).

## Flaggenträger
Der Sportschütze Ole Hviid Jensen trug den Dannebrog, die Flagge Dänemarks, während der Eröffnungsfeier im Melbourner Olympiastadion, bei den Reitspielen in Stockholm wurde sie von Lars Kirkebjerg getragen.

## Medaillen
Mit einer gewonnenen Gold-, zwei Silber- und einer Bronzemedaille belegte das dänische Team Platz 20 im Medaillenspiegel.

### Gold
| Name          | Sportart | Wettbewerb  |
| ------------- | -------- | ----------- |
| Paul Elvstrøm | Segeln   | Finn-Dinghi |

### Silber
| Name                | Sportart | Wettbewerb     |
| ------------------- | -------- | -------------- |
| Lis Hartel          | Reiten   | Dressur Einzel |
| Cyril Andresen      | Segeln   | Drachen        |
| Ole Berntsen        | Segeln   | Drachen        |
| Christian von Bülow | Segeln   | Drachen        |

### Bronze
| Name      | Sportart | Wettbewerb            |
| --------- | -------- | --------------------- |
| Tove Søby | Kanu     | Einer-Kajak 500 Meter |

## Teilnehmer nach Sportarten

### Boxen
Herren
- Jens Andersen
  - Mittelgewicht

Rang neun
Runde eins: Punktniederlage gegen Giulio Rinaldi aus Italien

- Henrik Ottesen
  - Bantamgewicht

Rang neun
Runde eins: Freilos
Runde zwei: Niederlage gegen Wolfgang Behrendt aus Deutschland durch Aufgabe in Runde zwei

- Hans Petersen
  - Halbweltergewicht

Rang neun
Runde eins: Punktsieg gegen Carlos Rodríguez aus Venezuela
Runde zwei: Punktniederlage gegen Constantin Dumitrescu aus Rumänien

### Fechten
Damen
- Karen Lachmann
  - Florett

Runde eins: Gruppe drei, vier Duelle gewonnen – drei verloren, 21 Treffer erzielt – 20 erlitten, Rang vier, für das Halbfinale qualifiziert
1:4-Niederlage gegen Gillian Sheen aus Großbritannien
4:1-Sieg gegen Olga Szabó-Orbán aus Rumänien
2:4-Niederlage gegen Renée Garilhe aus Frankreich
4:2-Sieg gegen Walentina Rastworowa aus der Sowjetunion
2:4-Niederlage gegen Judy Goodrich aus den Vereinigten Staaten
4:2-Sieg gegen Magdolna Nyári-Kovács aus Ungarn
4:3-Sieg gegen Joy Hardon aus Australien

- Halbfinale: Gruppe eins, vier Duelle gewonnen – keins verloren, 16 Treffer erzielt – sechs erlitten, Rang zwei, für das Finale qualifiziert
4:1-Sieg gegen Renée Garilhe aus Frankreich
4:1-Sieg gegen Ellen Müller-Preis aus Österreich
4:2-Sieg gegen Emma Efimova aus der Sowjetunion
4:2-Sieg gegen Maxine Mitchell aus den Vereinigten Staaten

- Finalgruppe: zwei Duelle gewonnen – fünf verloren, 17 Treffer erzielt – 20 erlitten, Rang sechs
3:4-Niederlage gegen Gillian Sheen aus Großbritannien
2:4-Niederlage gegen Olga Szabó-Orbán aus Rumänien
0:4-Niederlage gegen Renée Garilhe aus Frankreich
3:4-Niederlage gegen Janice Romary aus den Vereinigten Staaten
4:0-Sieg gegen Kate Delbarre aus Frankreich
1:4-Niederlage gegen Ellen Müller-Preis aus Österreich
4:0-Sieg gegen Bruna Colombetti-Peroncini aus Italien

### Kanu
Damen
- Tove Søby
  - Einer-Kajak 500 Meter

Runde eins: in Lauf zwei (Rang eins) für das Finale qualifiziert, 2:23,7 Minuten
Finale: 2:22,3 Minuten, Rang drei

Herren

Zweier-Canadier 1000 Meter
- Ergebnisse
Runde eins: in Lauf eins (Rang vier) für das Finale qualifiziert, 5:07,5 Minuten
Finale: disqualifiziert
- Mannschaft
Gerner Christiansen
Kaj Sylvan

Zweier-Canadier 10.000 Meter
- Ergebnisse
Finale: 55:54,3 Minuten, Rang sechs
- Mannschaft
Aksel Duun
Finn Haunstoft

Einzel
- Villy Christiansen
  - Einer-Kajak 1000 Meter

Runde eins: in Lauf drei (Rang zwei) für das Finale qualifiziert, 4:25,2 Minuten
Finale: 4:25,2 Minuten, Rang sieben

- Svend Frømming
  - Einer-Kajak 10.000 Meter

Finale: 50:10,0 Minuten

### Leichtathletik
Herren
- Gunnar Nielsen
  - 800 Meter Lauf

Runde eins: ausgeschieden in Lauf vier (Rang eins), 1:51,2 Minuten (handgestoppt), 1:51,27 Minuten (automatisch gestoppt)

- - 1500 Meter Lauf

Runde eins: in Lauf drei (Rang vier) für das Finale qualifiziert, 3:48,6 Minuten (handgestoppt), 3:48,80 Minuten (automatisch gestoppt)
Finale: 3:45,0 Minuten (handgestoppt), 3:45,58 Minuten (automatisch gestoppt), Rang zehn

- Thyge Thøgersen
  - 5000 Meter Lauf

Runde eins: in Lauf eins (Rang fünf) für das Finale qualifiziert, 14:29,0 Minuten (handgestoppt), 14:29,34 Minuten (automatisch gestoppt)
Finale: 14:21,0 Minuten (handgestoppt), 14:21,81 Minuten (automatisch gestoppt), Rang acht

- - 10.000 Meter Lauf

Finale: Zeit unbekannt, Rang 15

### Radsport
Herren

Bahn
- Allan Juel Larsen
  - 1000 Meter Zeitfahren

Finale: 1:14,3 Minuten, Rang 13

Straße
- Palle Lykke
  - Straßenrennen (187,73 km)

Finale: Wettkampf nicht beendet (DNF)

### Reiten
Dressur Mannschaft
- Ergebnisse
Finale: 2.167,00 Punkte, Rang fünf
- Mannschaft
Lis Hartel
Inger Lemvigh-Müller
Hermann Zobel

Damen

Einzel
- Lis Hartel
  - Dressur

Finale: 850,00 Punkte, Rang zwei 
Punktrichter eins: 157,00 Punkte, Rang drei
Punktrichter zwei: 161,00 Punkte, Rang vier
Punktrichter drei: 166,00 Punkte, Rang vier
Punktrichter vier: 177,00 Punkte, Rang eins
Punktrichter fünf: 189,00 Punkte, Rang eins

- Inger Lemvigh-Müller
  - Dressur

Finale: 644,00 Punkte, Rang 23
Punktrichter eins: 111,00 Punkte, Rang 28
Punktrichter zwei: 113,00 Punkte, Rang 31
Punktrichter drei: 141,00 Punkte, Rang 20
Punktrichter vier: 126,00 Punkte, Rang 24
Punktrichter fünf: 153,00 Punkte, Rang 14

Herren

Vielseitigkeitsreiten Mannschaft
- Ergebnisse
Finale: Wettkampf nicht beendet (DNF)
Dressur: 390,80 Strafpunkte, Rang sechs
Geländeritt: 140,48 Strafpunkte, Rang vier
Springreiten: Wettkampf nicht angetreten
- Mannschaft
Karl Ammitzbøll
Hans Christian Andersen
Lars Kirkebjerg

Einzel
- Karl Ammitzbøll
Finale: Wettkampf nicht beendet (DNF)
Dressur: 129,20 Strafpunkte, Rang 21
Geländeritt: Wettkampf nicht beendet (DNF)
Springreiten: Wettkampf nicht angetreten

- Hans Christian Andersen
Finale: 154,40 Strafpunkte, Rang 13
Dressur: 120,40 Strafpunkte, Rang 15
Geländeritt: 24,00 Strafpunkte, Rang 17
Springreiten: 10,00 Strafpunkte, Rang zwei

- Lars Kirkebjerg
Finale: 267,68 Strafpunkte, Rang 23
Dressur: 141,20 Strafpunkte, Rang 30
Geländeritt: 116,48 Strafpunkte, Rang 23
Springreiten: 10,00 Strafpunkte, Rang zwei

- Hermann Zobel
  - Dressur

Finale: 673,00 Punkte, Rang 19
Punktrichter eins: 127,00 Punkte, Rang 21
Punktrichter zwei: 122,00 Punkte, Rang 21
Punktrichter drei: 133,00 Punkte, Rang 23
Punktrichter vier: 139,00 Punkte, Rang 17
Punktrichter fünf: 152,00 Punkte, Rang 15

### Rudern
Herren

Vierer mit Steuermann
- Ergebnisse
Runde eins: in Lauf zwei (Rang zwei) für das Halbfinale qualifiziert, 7:05,3 Minuten
Halbfinale: ausgeschieden in Lauf eins (Rang drei), 8:08,4 Minuten
- Mannschaft
Tage Grøndahl
Børge Hansen
Mogens Sørensen
Elo Tostenæs
John Vilhelmsen

Vierer ohne Steuermann
- Ergebnisse
Runde eins: ausgeschieden in Lauf eins (Rang vier), 7:08,1 Minuten
- Mannschaft
Tage Grøndahl
Børge Hansen
Mogens Sørensen
Elo Tostenæs

Zweier ohne Steuermann
- Ergebnisse
Runde eins: in Lauf zwei (Rang zwei) für das Halbfinale qualifiziert, 7:36,6 Minuten
Halbfinale: ausgeschieden in Lauf eins (Rang vier), 8:55,1 Minuten
- Mannschaft
Kjeld Østrøm
Finn Pedersen

### Schießen
Herren
- Ole Hviid Jensen
  - Kleinkaliber Dreistellungskampf

Finale: 1149 Punkte, Rang 16
Kniend: 392 Punkte, Rang fünf
Runde eins: 99 Punkte
Runde zwei: 98 Punkte
Runde drei: 100 Punkte
Runde vier: 95 Punkte
Liegend: 396 Punkte, Rang zehn
Runde eins: 98 Punkte
Runde zwei: 99 Punkte
Runde drei: 99 Punkte
Runde vier: 100 Punkte
Stehend: 361 Punkte, Rang 23
Runde eins: 89 Punkte
Runde zwei: 91 Punkte
Runde drei: 90 Punkte
Runde vier: 91 Punkte

- - Kleinkaliber liegend

Finale: 590 Punkte, Rang 37
Runde eins: 99 Punkte, Rang 25
Runde zwei: 95 Punkte, Rang 44
Runde drei: 99 Punkte, Rang 19
Runde vier: 98 Punkte, Rang 32
Runde fünf: 99 Punkte, Rang 33
Runde sechs: 100 Punkte, Rang sechs

- Uffe Schultz Larsen
  - Kleinkaliber Dreistellungskampf

Finale: 1152 Punkte, Rang 13
Kniend: 388 Punkte, Rang 13
Runde eins: 97 Punkte
Runde zwei: 97 Punkte
Runde drei: 96 Punkte
Runde vier: 98 Punkte
Liegend: 393 Punkte, Rang 26
Runde eins: 98 Punkte
Runde zwei: 98 Punkte
Runde drei: 98 Punkte
Runde vier: 99 Punkte
Stehend: 371 Punkte, Rang zwölf
Runde eins: 87 Punkte
Runde zwei: 93 Punkte
Runde drei: 96 Punkte
Runde vier: 95 Punkte

- - Kleinkaliber liegend

Finale: 595 Punkte, Rang 18
Runde eins: 97 Punkte, Rang 44
Runde zwei: 100 Punkte, Rang eins
Runde drei: 100 Punkte, Rang eins
Runde vier: 99 Punkte, Rang 13
Runde fünf: 100 Punkte, Rang sechs
Runde sechs: 99 Punkte, Rang 25

### Schwimmen
Damen
- Jytte Hansen
  - 200 Meter Brust

Runde eins: ausgeschieden in Lauf zwei (Rang fünf), 2:59,8 Minuten

Herren
- Knud Gleie
  - 200 Meter Brust

Runde eins: in Lauf eins (Rang zwei) für das Finale qualifiziert, 2:36,4 Minuten
Finale: 2:40,0 Minuten, Rang sechs

### Segeln
Herren

Drachen
- Ergebnisse
Finale: 5.723 Punkte, Rang zwei 
Rennen eins: 1305 Punkte, 3:05:14 Stunden, Rang eins
Rennen zwei: 703 Punkte, 3:15:32 Stunden, Rang vier
Rennen drei: 703 Punkte, 4:06:14 Stunden, Rang vier
Rennen vier: 1004 Punkte, 3:02:29 Stunden, Rang zwei
Rennen fünf: 1004 Punkte, 2:55:57 Stunden, Rang zwei
Rennen sechs: 1004 Punkte, 4:09:00 Stunden, Rang zwei
Rennen sieben: 527 Punkte, 3:11:43 Stunden, Rang sechs
- Mannschaft
Cyril Andresen
Ole Berntsen
Christian von Bülow

Einzel
- Paul Elvstrøm
  - Finn-Dinghi

Finale: 7509 Punkte, Rang eins 
Rennen eins: 1402 Punkte, 3:29:33 Stunden, Rang eins
Rennen zwei: 499 Punkte, 3:40:13 Stunden, Rang acht
Rennen drei: 226 Punkte, 3:51:40 Stunden, Rang 15
Rennen vier: 1402 Punkte, 3:14:59 Stunden, Rang eins
Rennen fünf: 1402 Punkte, 3:29:17 Stunden, Rang eins
Rennen sechs: 1402 Punkte, 3:25:15 Stunden, Rang eins
Rennen sieben: 1402 Punkte, 3:20:52 Stunden, Rang eins

### Wasserspringen
Damen
- Hanna Laursen
  - Turmspringen

Qualifikationsrunde: 45,39 Punkte, Rang 15, nicht für das Finale qualifiziert
Sprung eins: 9,36 Punkte, Rang 17
Sprung zwei: 11,52 Punkte, Rang 14
Sprung drei: 11,78 Punkte, Rang sieben
Sprung vier: 12,73 Punkte, Rang elf